# Carnew
Carnew es una localidad situada en el condado de Wicklow de la provincia de Leinster (República de Irlanda), con una población en 2016 de 1052 habitantes.
Se encuentra ubicada al este del país, a poca distancia al sur de Dublín y cerca de la costa del mar de Irlanda.